# Mystery Writers of Japan
Mystery Writers of Japan (日本推理作家協会, Nihon Suiri Sakka Kyōkai) est une association d'auteurs japonais de romans policiers.
L'association, fondée le 21 juin 1947 par Edogawa Ranpo, est actuellement présidée par Bin Konno et se prévaut d'environ 600 membres. Elle décerne tous les ans le prix des auteurs japonais de romans policiers, ainsi que le prix Edogawa-Ranpo aux écrivains amateurs, qu'ils aient ou non été déjà publiés.

## Histoire
Le 21 juin 1947, Edogawa Rampo créé le Detective Fiction Writers Club (探偵作家クラブ, Tantei Sakka Kurabu), basé à Tokyo. En 1954, le Club fusionne avec le Detective Fiction Writers Club de Kansai (関西探偵作家クラブ, Kansai Tantei Sakka Kurabu), son homologue basé dans la région du Kansai, et change son nom pour celui de Detective Fiction Writers Club of Japan (日本探偵作家クラブ, Nihon Tantei Sakka Kurabu). Le 31 janvier 1963, le club change son nom pour celui de Mystery Writers of Japan (日本推理作家協会, Nihon Suiri Sakka Kyōkai).

## Prix
Le MWJ décerne deux prix annuels.
- Prix des auteurs japonais de romans policiers (depuis 1948)
  - Meilleur roman
  - Meilleure nouvelle
  - Meilleur ouvrage critique ou biographique

- Prix Edogawa Ranpo (depuis 1955): parrainé par Kōdansha et Fuji Television, ouvert à tout auteur potentiel qu'il ait ou non été publié auparavant. Le vainqueur reçoit un petit buste d'Edogawa Rampo et un prix d'un montant de 10 000 000 yen. Le roman du lauréat est publié par les éditions Kōdansha. Les membres du comité de sélection de l'édition 2012 du prix sont Natsuo Kirino, Natsuhiko Kyōgoku, Ira Ishida, Bin Konno (ja) et Keigo Higashino.

## Présidents
- Detective Fiction Writers Club (of Japan)
  1. Edogawa Ranpo (1947-1952)
  2. Udaru Oshita (1952-1954) (ja:大下宇陀児)
  3. Takataro Kigi (1954-1960) (ja:木々高太郎)
  4. Keisuke Watanabe (1960-1963) (ja:渡辺啓助)
- Mystery Writers of Japan
  1. Edogawa Ranpo (1963)
  2. Seichō Matsumoto (1963-1971)
  3. Kazuo Shimada (1971-1973) (ja:島田一男)
  4. Yo Sano (1973-1979) (ja:佐野洋)
  5. Toru Miyoshi (1979-1981) (ja:三好徹)
  6. Masao Yamamura (1981-1985) (ja:山村正夫)
  7. Kawatarō Nakajima (1985-1989)
  8. Jiro Ikushima (1989-1993) (ja:生島治郎)
  9. Takashi Atōda (1993-1997) (ja:阿刀田高) [1]
  10. Kenzo Kitakata (1997-2001)
  11. Go Osaka (2001-2005) (ja:逢坂剛) [2]
  12. Arimasa Osawa (2005-2009) (ja:大沢在昌) [3]
  13. Keigo Higashino (2009-2013)
  14. Bin Konno (2013- ) (ja:今野敏) [4]

## Anthologies
Le MWJ commence à compiler l'anthologie annuelle de ses membres en 1948.
- The Best Mysteries 2001 (Kōdansha, Tokyo, 2001,  (ISBN 4-06-114902-4))
- The Best Mysteries 2002 (Kōdansha, Tokyo, 2002,  (ISBN 4-06-114903-2))
- The Best Mysteries 2003 (Kōdansha, Tokyo, 2003,  (ISBN 4-06-114904-0))
- The Best Mysteries 2004 (Kōdansha, Tokyo, 2004,  (ISBN 4-06-114905-9))
- The Best Mysteries 2005 (Kōdansha, Tokyo, 2005,  (ISBN 4-06-114906-7))
- The Best Mysteries 2006 (Kōdansha, Tokyo, 2006,  (ISBN 4-06-114907-5))
- The Best Mysteries 2007 (Kōdansha, Tokyo, 2007,  (ISBN 978-4-06-114908-3))
- The Best Mysteries 2008 (Kōdansha, Tokyo, 2008,  (ISBN 978-4-06-114909-0))
- The Best Mysteries 2009 (Kōdansha, Tokyo, 2009,  (ISBN 978-4-06-114910-6))
- The Best Mysteries 2010 (Kōdansha, Tokyo, 2010,  (ISBN 978-4-06-114911-3))
- The Best Mysteries 2011 (Kōdansha, Tokyo, 2011,  (ISBN 978-4-06-114912-0))
- The Best Mysteries 2012 (Kōdansha, Tokyo, 2012,  (ISBN 978-4-06-114913-7))